# Hammersmith Apollo
L'Hammersmith Apollo, inaugurato nel 1932 come Gaumont Palace e poi dal 1962 al 2009 denominato Hammersmith Odeon, è un teatro ubicato nel quartiere londinese di Hammersmith.

## Storia
Progettato da Robert Cromie in stile Art Deco, aprì nel 1932 come Gaumont Palace, con una capienza di tremilacinquecento spettatori, è stato rinominato Hammersmith Odeon nel 1962. Edificio inserito nella lista protetta dei beni culturali inglesi nel 1990.
Nel 2003, le poltroncine sono state installate in modo che fossero rimovibili, così da poter avere la platea libera per alcuni concerti.	
Nel 2013 CTS Eventim ha rilevato il 50% della proprietà dell'edificio. 	

## Concerti
La struttura è conosciuta anche per aver ospitato concerti di Ella Fitzgerald, Duke Ellington, Peter Gabriel, Genesis, Anastacia, Louis Armstrong, The Beatles, Kate Bush, Yardbirds, Johnny Cash, Eric Clapton, The Who, David Bowie (che nel 1973 vi propose il personaggio di Ziggy Stardust, nel concerto show documentato poi in Ziggy Stardust and the Spiders from Mars), Slade, Elton John, Queen, Bruce Springsteen, Kiss, Thin Lizzy, Sweet, Rush, Whitesnake, Frank Zappa, Blondie, Motörhead, Kraftwerk, Black Sabbath, Iron Maiden, Duran Duran, The Cranberries, Depeche Mode, Tears for Fears, Culture Club, Marillion, Dire Straits, Robert Plant, David Gilmour, Jethro Tull, The Killers, Venom, Metallica, Public Enemy, a-ha, Erasure, Pet Shop Boys, AC/DC, Kylie Minogue, Girls Aloud, Alice Cooper, Europe, Tori Amos, Dream Theater, Ultravox, Slipknot, Regina Spektor, Bob Dylan, Mark Knopfler, The Stranglers, Judas Priest, Adele, Elisa, Lana Del Rey, Goo Goo Dolls, Vasco Rossi, Oasis, Beady Eye, Roxy Music, Hans Zimmer, The Police, Muse e Rory Gallagher